# メモリアホールディングス
株式会社メモリアホールディングスは、日本の葬儀会社。「感謝でおくるお葬式」をコンセプトに、岐阜県を中心に15式場を展開している（2021年9月時点）。
主たる事業は、「家族葬のメモリア」「とわホール（旧：恵那葬儀）」「リゾートセレモニー家族旅行 葬儀会館」などの3つのブランドと「日本家族葬協会」の運営等の葬儀葬祭事業、「日本エンディング協会」終活相談などのシニアライフ事業、「FBA（フューネラル・ビジネスアカデミー）」葬儀業界の同業者向けのコンサルティング事業がある。
本社は岐阜県大垣市に所在。愛知県名古屋市に事業所がある。

## 概要
2000年の創業以来、岐阜県西濃地方にて葬儀葬祭事業を展開。
特殊なエリア営業/広告戦略と、高品質なサービス提供により事業を拡大。
2005年からは、自社の経営ノウハウをベースに、同業者へのコンサルティングサービスを開始し、2021年9月時点で、全国15社の葬儀社のパートナー契約を結び、感謝でおくるお葬式を広める活動を推進。
2012年に恵那葬儀をM&Aし、岐阜県東濃地方にも進出。
2020年、コロナ禍における新しい生活様式に合わせた、リゾート型の家族葬ブランドである「リゾートセレモニー家族旅行 葬儀会館」を展開している。

## 沿革
- 2000年
  - 7月　葬儀事業「松岡屋葬儀社」創設
- 2001年
  - 10月　葬儀専用ホール「松岡屋ホール」（池田町）オープン
- 2004年
  - 6月　JECIA－ジェシア日本儀礼文化調査協会より5つ星認定[2]
  - 7月　社名を「松岡屋葬儀社」より「メモリア」へ変更
  - 10月　「メモリア垂井」（垂井町）オープン
- 2005年
  - 4月　コンサル事業部 マーケティング・ソリューションズ　創設
  - 8月　「メモリア神戸」（神戸町）オープン
  - 10月　アフターサービス事業部　創設
  - 11月　会員営業部　創設
- 2007年
  - 8月　「メモリア池田」（池田町）オープン
- 2008年
  - 9月　結婚式場「大垣迎賓館セントローザ」（大垣市）オープン
- 2010年
  - 7月　生花事業　創設
  - 10月　有限会社 恵那葬儀「とわホール」（恵那市）をM&A
- 2011年
  - 3月　「メモリア揖斐」（揖斐川町）オープン
  - 4月　「メモリア大垣」（大垣市）オープン
- 2012年
  - 6月　「一般社団法人 日本エンディング協会」設立
  - 9月　「とわホール 恵那別館」オープン
- 2013年
  - 9月　「アサノセレモニー」（大垣市）をM&A
  - 12月　「有限会社恵那葬儀」を「株式会社永遠ホール」に組織変更
- 2014年
  - 5月　東京事務所　開設
  - 7月　「株式会社エンジェルネットワークス」（地域安心・安全化事業）　設立
  - 8月　「メモリア県庁前」オープン
- 2015年
  - 6月　岐阜県より「経営革新計画」を承認
  - 7月　「株式会社メモリア」を「株式会社メモリアホールディングス」へ社名変更
- 2017年
  - 2月　「一般社団法人 家族葬協会」設立
  - 10月　「メモリアお勝山」オープン
  - 12月　「とわホール中津川」オープン
- 2018年
  - 8月　名古屋オフィス　開設
- 2019年
  - 10月　グループ会社 株式会社永遠ホールを合併　「とわホール事業部」へ変更
- 2021年5月
  - 「リゾートセレモニー 家族旅行 垂井葬儀会館」オープン[3]